# Hypsiboas rhythmicus
Hypsiboas rhythmicus es una especie de anfibios de la familia Hylidae.
Habita en Venezuela y posiblemente en Brasil.
Sus hábitats naturales son los montanos secos y los ríos.